# Dystrykt Kohat
Dystrykt Kohat (urdu: ضلع کوہاٹ) – dystrykt w północnym Pakistanie w prowincji Chajber Pasztunchwa. W 1998 roku liczył 562 644 mieszkańców (z czego 50,27% stanowili mężczyźni) i obejmował 74 695 gospodarstw domowych. Siedzibą administracyjną dystryktu jest Kohat.